# Demopolis
Demopolis är en stad (city) i Marengo County, i delstaten Alabama, USA. Enligt United States Census Bureau har staden en folkmängd på 7 363 invånare (2011) och en landarea på 45,9 km².